# ヘンリー・ジェイムズ
ヘンリー・ジェイムズ（英語: Henry James, 1843年4月15日 - 1916年2月28日）は、アメリカ生まれでイギリスで活躍した作家・小説家。英米心理主義小説、モダニズム文学小説の先駆者としても知られる。兄はプラグマティズムを代表する哲学者ウィリアム・ジェイムズ。イギリスを初めヨーロッパ各国を訪問し、ヨーロッパ的な視点とアメリカ人としての視点を持ち合わせ、国際的な観点から優れた英語文学を多く残した、19世紀から20世紀の英米文学を代表する小説家である。

## 生涯
ヘンリー・ジェイムズは、1843年にニューヨークで生まれた。父は宗教哲学者ヘンリー・ジェイムズ、母はメアリー・ジェイムズ。一つ年上の長兄は、哲学者として高名なウィリアム・ジェイムズ。ジェイムズ家はアイルランドおよびスコットランド系の移民の家柄で、アイルランドから移民であったヘンリーの祖父は事業に成功し、一代で富を築きあげたため、非常に裕福な家系であった。
父は教育上の方針から、息子らと共に幾度となくヨーロッパへ旅行をして見聞を広めさせている。既にヘンリーが生後6か月の時に、兄と共にイギリスとパリを何か月も旅行している。この機会のみならず、少年時代より何度もヨーロッパ（イギリス・フランス・イタリアなど）とニューヨークを行き来しており、生涯全体ではヨーロッパ滞在時期の方が長い。この頃から各国の文学に親しむ。19歳の時にハーバード大学に進学するが、1年で中退する。その後、ボストンやその近郊のケンブリッジに住む。
1865年に短編小説『ある年の物語』（The story of a Year）を執筆する。1871年に長編『後見人と被後見人』を発表する。1875年に処女出版である『情熱の巡礼、その他』を出版する。1876年にロンドンに居住し、以降死去するまで40年近くの間、活動の拠点をロンドンに移す。ヨーロッパに拠点を移したあとも、パリやイタリアへ幾度なく訪問している。1877年に『アメリカ人』を出版する。ヨーロッパ的な視点とアメリカ人としての視点を併せ持った優れた評論・小説をいくつも発表する。1878年には代表作のひとつ『デイジー・ミラー』を発表する。1879年には『国際挿話』を発表し、一躍有名小説家になった。1881年に長編『ある婦人の肖像』を発表、代表作となる。また親交も広め、モーパッサンやフローベール、ゾラ、テニソン、ジョージ・エリオットらを知る。1889年頃から劇作にも打ち込むようになるが、失敗に終わった。
1898年にライのラム・ハウスに移住し、定住する。この年『ねじの回転』を発表する。この頃から、心理主義的な作風が多くなる。1901年に長編『使者たち』、1903年に長編『鳩の翼』、1904年に『黄金の盃』をそれぞれ発表する。後期を代表する長編小説となる。1905年に20年来訪れなかった祖国アメリカへ帰国、「ニューヨーク版」といわれる自身の全集『ヘンリー・ジェイムズ全集』の出版にとりかかる。全集の刊行は1907年から始まり、没後の1917年に完結した。
晩年は健康が衰え、1915年に、アメリカが第一次世界大戦に参戦しないのに業を煮やし、同年7月26日にイギリスに帰化するが、同年暮れに脳卒中と肺炎を患い、重篤に陥る。1916年1月にメリット勲章を受ける。同年2月28日に死去した。72歳であった。死後は、祖国アメリカのボストン郊外、ケンブリッジのジェイムズ一家の墓に葬られた。

## 作品と訳書
- ヘンリー・ジェイムズ短編選集（音羽書房、1968年）
  - 「情熱の巡礼」（柴田稔彦訳）
  - 「マダム・ド・モーヴ」（行方昭夫訳）
    - 「モーヴ夫人」（八潮出版社、1977年）

  - 「未来のマドンナ」（上島建吉訳）
  - 「巨匠の教訓」（行方昭夫訳）
- ヘンリー・ジェイムズ短篇集（大津栄一郎編訳、岩波文庫、1985年）
- ロデリック・ハドソン
  - 谷口陸男訳、1962年、筑摩書房 世界文学大系
  - 行方昭夫訳、講談社文芸文庫、2021年
- アメリカ人
  - 西川正身訳、1959年、河出書房新社 世界文学全集
  - 高野フミ訳、1968年、荒地出版社 現代アメリカ文学選集
  - 高橋昌久訳、2022年、京緑社 マテーシス古典翻訳シリーズ（上下）
- ヨーロッパ人
  - 『ヨーロッパの人』上杉明訳、春秋社、1974年
  - 阿出川祐子訳、ぺりかん社、1978年
  - 藤野早苗訳、彩流社、2016年
- デイジー・ミラー
  - 渡辺純・川田周雄訳、岩波文庫、1940年
  - 西川正身訳、新潮文庫、1957年
  - 行方昭夫訳、角川文庫、1975年、岩波文庫、2003年
  - 小川高義訳、新潮文庫（新訳）、2021年
  - 齊藤昇訳、幻戯書房、2025年
- 国際エピソード
  - 上田勤訳、岩波文庫、1956年
  - 『国際插話』 水之江有義訳
- 四度の出会い・初老（沖田一訳、英宝社、1956年）
- ホーソーン研究（小山敏三郎訳、南雲堂、1964年）
- アスパンの恋文（行方昭夫訳、八潮出版社、1965年）、改訳版・岩波文庫、1998年
- 智慧の樹
  - 大西昭男、多田敏男訳、あぽろん社 1965年
  - 『知恵の木』仁木勝治訳、H・ジェイムズ名作集、文化書房博文社、1985年
- 巨大なベッド（清水正二郎訳 浪速書房 1966年）
- 女相続人
  - 蕗沢忠枝訳、角川文庫、1950年
  - 『ワシントン・スクエア』（河島弘美訳、キネマ旬報社、1997年／岩波文庫、2011年）
- ボストンの人々（谷口陸男訳、中央公論社 世界の文学、1966年）
- カサマシマ公爵夫人（大津栄一郎訳、集英社 世界文学全集、1981年）
- ある婦人の肖像（斎藤光訳、筑摩書房 筑摩世界文学大系、1972年）
  - ある婦人の肖像（行方昭夫訳、岩波文庫 上中下、1996年）
- ザ・リヴァーバレイター
- ロンドン生活（多田敏男訳、英潮社、1995年）
- 悲劇の女神
- 芝居
- ガイ・ドンウィル（戯曲、水野尚之訳、大阪教育図書）
- 当惑
- あちらの家
- メイジーの知ったこと（青木次生訳、あぽろん社、1982年）
- 二つの魔術
- ねじの回転
  - 富田彬訳、岩波文庫、1936年
  - 蕗沢忠枝訳、新潮文庫、1962年、改版2005年
  - 佐伯彰一訳、1972年、筑摩世界文学大系
  - 谷本泰子訳、旺文社文庫、1978年
  - 行方昭夫訳、「ねじの回転　デイジー・ミラー」岩波文庫、2003年
  - 南條竹則・坂本あおい訳、「ねじの回転 心霊小説傑作選」創元推理文庫、2005年
  - 土屋政雄訳、光文社古典新訳文庫、2012年
  - 小川高義訳、新潮文庫（新訳）、2017年
- 厄介な年頃
- 使者たち
  - 大嶋仁訳、八潮出版社、1969年
  - 青木・工藤訳、講談社 世界文学全集
    - 『大使たち』青木次生訳、岩波文庫 上下
- 金色の盃（青木次生訳 あぽろん社）、のち講談社文芸文庫 上下
- 聖なる泉
- 鳩の翼（青木次生訳、講談社、1974年）、のち講談社文芸文庫 上下
- ジャングルの猛獣（高野フミ訳、1968年、荒地出版社 現代アメリカ作家12人集）
- ポイントン邸の蒐集品（有馬輝臣訳、山口書店、1983年）
- 友だちの友だち（大津栄一郎、林節雄訳、国書刊行会、1989年）
- ウィリアム・ウエットモア・ストリーとその友人たち
- ヘンリー・ジェイムズ作品集（国書刊行会（全8巻）、1983年）、代表作選集
  - ある婦人の肖像（行方昭夫訳）、のち岩波文庫
  - 黄金の盃（工藤好美訳）
  - 密林の獣・荒涼のベンチ
  - ポイントンの蒐集品（大西昭男・多田敏男訳）
  - メイジーの知ったこと、青木次生訳 あぽろん社
  - 檻の中（川西進訳）
  - 象牙の塔（未完）（岩瀬悉有訳）
- 嘘つき（行方昭夫訳、福武文庫、1989年）
  - ヘンリー・ジェイムズ傑作選（行方昭夫訳、講談社文芸文庫、2017年）
- 死者の祭壇（野中恵子訳、審美社、1992年）
- フランスの田舎町めぐり（千葉雄一郎訳、図書出版社、1992年）
- 信頼（水野尚之訳、英宝社、2013年）
- バルザックの教訓
- イギリス旅行記（旅行記）
- アメリカ印象記（青木次生訳、研究社 アメリカ古典文庫、1976年）
- あちらの家
- イタリー旅行記 郷愁のイタリア（千葉雄一郎訳、図書出版社、1995年）
- 抗議
- 少年と他の人々 ヘンリー・ジェイムズ自伝（船阪洋子他訳、臨川書店、1994年）
- 息子と弟の覚え書
- トランスアトランティク・スケッチェズ（旅行記）
- ある年の物語
- 後見人と被後見人（齊藤園子訳・解説、大阪教育図書、2019年）
- フランスの詩人と小説家（評論）
- 国語の問題（講演録）。ほか多数

## 主な映画化作品
- 女相続人（The Heiress ） 1949年製作、アメリカ映画。
- 回転（The Innocents ） 1961年製作、イギリス映画。
- 妖精たちの森（The Nightcomers ） 1971年製作、イギリス映画。
- デイジー・ミラー（Daisy Miller） 1974年製作、アメリカ映画。
- 緑色の部屋（La Chambre verte ） 1978年製作、フランス映画。
- ヨーロピアン (The Europeans) 1979年製作、イギリス映画。TV放映、VHS発売
- ボストニアン (The Bostonians) 1984年製作、イギリス映画。TV放映、DVD発売
- ある貴婦人の肖像（The Portrait of a Lady） 1996年製作、イギリス映画。
- 鳩の翼（The Wings of the Dove） 1997年製作、アメリカ・イギリス映画。
- 金色の嘘（The Golden Bowl ） 2000年製作、アメリカ・イギリス・フランス映画。
- ザ・ダークプレイス 覗かれる女（In a Dark Place） 2006年製作、イギリス・ルクセンブルク映画。
- メイジーの瞳（What Maise knew） 2012年製作、アメリカ映画。
- The Aspern Papers 2018年製作、アメリカ・ドイツ映画。
- ザ・ホーンティング・オブ・ブライマナー （The Haunting of Bly Manor） 2020年製作、アメリカのドラマ。